# Turniej o Złoty Kask 2011
Turniej o Złoty Kask 2011 – cykl zawodów żużlowych, organizowanych corocznie przez Polski Związek Motorowy. W sezonie 2011 rozegrano dwa turnieje półfinałowe oraz finał, w którym zwyciężył Adrian Miedziński.

## Finał
- Toruń, 24 kwietnia 2011
- Sędzia: Piotr Lis

| Msc. | Zawodnik             | Klub         | Pkt   |             |  |
| ---- | -------------------- | ------------ | ----- | ----------- |  |
| 1    | Adrian Miedziński    | Toruń        | 13 +3 | (2,3,3,3,2) |  |
| 2    | Piotr Protasiewicz   | Zielona Góra | 13 +2 | (3,3,3,3,1) |  |
| 3    | Janusz Kołodziej     | Leszno       | 12    | (3,2,3,2,2) |  |
| 4    | Tomasz Chrzanowski   | Grudziądz    | 10    | (3,1,2,1,3) |  |
| 5    | Jarosław Hampel      | Leszno       | 9     | (2,3,t,1,3) |  |
| 6    | Grzegorz Walasek     | Bydgoszcz    | 8     | (0,0,3,2,3) |  |
| 7    | Maciej Janowski      | Wrocław      | 8     | (1,3,1,3,0) |  |
| 8    | Krzysztof Jabłoński  | Gniezno      | 8     | (1,0,1,3,3) |  |
| 9    | Mateusz Szczepaniak  | Łódź         | 8     | (2,1,2,2,1) |  |
| 10   | Krzysztof Kasprzak   | Tarnów       | 7     | (1,2,2,2,0) |  |
| 11   | Krzysztof Buczkowski | Grudziądz    | 5     | (3,1,0,1,d) |  |
| 12   | Sebastian Ułamek     | Tarnów       | 5     | (2,1,0,0,2) |  |
| 13   | Michał Szczepaniak   | Gniezno      | 5     | (1,2,1,d,1) |  |
| 14   | Jacek Rempała        | Łódź         | 4     | (0,0,2,0,2) |  |
| 15   | Michał Mitko         | Opole        | 4     | (0,2,1,1,0) |  |
| 16   | Łukasz Jankowski     | Łódź         | 1     | (0,0,d,d,1) |  |

Bieg po biegu:
1. Buczkowski, Ułamek, Janowski, Jankowski
2. Protasiewicz, Hampel, Jabłoński, Rempała
3. Kołodziej, Mateusz Szczepaniak, Kasprzak, Walasek
4. Chrzanowski, Miedziński, Michał Szczepaniak, Mitko
5. Hampel, Mitko, Buczkowski, Walasek
6. Janowski, Michał Szczepaniak, Mateusz Szczepaniak, Jabłoński
7. Protasiewicz, Kasprzak, Chrzanowski, Jankowski
8. Miedziński, Kołodziej, Ułamek, Rempała
9. Miedziński, Kasprzak, Jabłoński, Buczkowski
10. Kołodziej, Chrzanowski, Janowski, Hampel (t)
11. Walasek, Rempała, Michał Szczepaniak, Jankowski (d)
12. Protasiewicz, Mateusz Szczepaniak, Mitko, Ułamek
13. Protasiewicz, Kołodziej, Buczkowski, Michał Szczepaniak (d)
14. Janowski, Kasprzak, Mitko, Rempała
15. Miedziński, Mateusz Szczepaniak, Hampel, Jankowski (d)
16. Jabłoński, Walasek, Chrzanowski, Ułamek
17. Chrzanowski, Rempała, Mateusz Szczepaniak, Buczkowski (d)
18. Walasek, Miedziński, Protasiewicz, Janowski
19. Jabłoński, Kołodziej, Jankowski, Mitko
20. Hampel, Ułamek, Michał Szczepaniak, Kasprzak
21. Bieg dodatkowy o 1. miejsce:  Miedziński, Protasiewicz